# Ariel (personagem)
Ariel é um personagem fictício e o personagem-título do vigésimo oitavo filme de animação da Walt Disney Pictures, 'A Pequena Sereia' (1989). Posteriormente, ela aparece na série de televisão, prequela do filme, em uma sequela chamada A Pequena Sereia: O Retorno para o Mar (onde sua filha assume como o protagonista, enquanto Ariel é um personagem secundário) e em um prequel lançado em home vídeo, A Pequena Sereia: A História de Ariel. Ariel é dublada por Jodi Benson em todas as aparências de animação e mercadorias. Ela é a quarta na linha Disney Princesas.
Ariel tem uma aparência bastante distinta, com seus longos cabelos vermelhos carmesin, olhos azuis, cauda verde e um sutiã roxo em formato de concha. Nos filmes e nas séries de televisão, ela é a filha mais nova do rei Tritão e da rainha Athena de um reino subaquático de Tritão. Ela é muitas vezes rebelde, e no primeiro filme almeja ser uma parte do mundo humano. Ela se casa com o príncipe Eric, que ela salvou de um naufrágio, e juntos eles têm uma filha, chamada Melody.
O personagem é baseado no protagonista de "A Pequena Sereia", história de Hans Christian Andersen, mas foi desenvolvido em uma personalidade diferente para a adaptação de 1989 para o cinema. Ariel recebeu uma recepção mista dos críticos, algumas publicações como a Time criticá-la por ser muito dedicada ao seu homem, enquanto outras, como o Empire, louvam ela pelo seu caráter de sua personalidade rebelde, que nunca havia acontecido antes com as princesas. Halle Bailey interpreta uma versão live-action da personagem na adaptação live-action de 2023 do filme original de 1989.

## Desenvolvimento
Ariel foi baseada no protagonista de do conto de A Pequena Sereia, de Hans Christian Andersen, mas o codiretor e roteirista Ron Clements sentiu que a sereia na história original era muito trágica e reescreveu o personagem, resultando em Ariel.
Jodi Benson, que era predominantemente uma atriz de teatro, foi escolhida para expressar Ariel porque os diretores sentiram que "era muito importante ter a mesma pessoa cantando e falando". Clements afirmou que a voz de Benson teve uma "doçura única e juventude". Ao gravar os vocais para "Part of Your World", Benson pediu que as luzes do estúdio fossem regulada, para criar a sensação de estar nas profundezas do mar. "Part of Your World", que foi designado pelo compositor Howard Ashman como "I Want", foi originalmente cortada do filme, devido à crença de Jeffrey Katzenberg que retardou a história,, mas Ashman e Keane lutaram para mantê-la dentro.
Projeto original de Ariel foi desenvolvido pelo animador Glen Keane, que afirmou em uma palestra de animação que sua aparência foi baseada na de sua esposa. Ela também foi baseada na atriz Alyssa Milano, que tinha 16 anos na época, e na modelo Sherri Stoner, que forneceu referências live-action para os animadores durante o desenvolvimento do filme. O movimento de cabelo subaquática de Ariel foi baseado em imagens da astronauta Sally Ride, enquanto ela estava no espaço.
Um desafio para animar Ariel para o filme de 1989 foi a cor obrigado a mostrar Ariel nos ambientes em mudança, tanto no fundo do mar e em terra, para a qual os animadores usaram trinta e dois modelos de cores, não incluindo mudanças de figurino. A cor azul-esverdeada da barbatana de Ariel era um tom especialmente misturado pelo laboratório de pintura da Disney, a cor foi batizada de "Ariel", após o personagem. A escolha do vermelho como cor do cabelo de Ariel foi objeto de disputa entre os produtores e executivos do estúdio que queriam o personagem com cabelo loiro. Notou-se que o cabelo vermelho contrastava melhor com a cauda verde de Ariel e que o vermelho era mais fácil de escurecer do que o amarelo por isso acabou sendo mantido.
Em uma entrevista, Jodi Benson declarou que, para começo de Ariel, os escritores revisaram o roteiro várias vezes para certificar-se de que Ariel mantivesse sua relevância em um contexto mais moderno. Benson queixou-se com eles e sugeriu para trazê-la de volta às suas raízes.

### Personalidade
Ariel é uma sereia aventureira e teimosa. Sua curiosidade e amor pela aventura, às vezes deixa ela em apuros. Geralmente, entretanto, Ariel supera qualquer obstáculo que enfrenta. Seu melhor amigo é um peixe chamado Linguado, e ela desenvolve uma relação próxima com um caranguejo chamado Sebastião. Ariel também é impulsiva, como quando aceita o acordo com Ursula. Em "A Pequena Sereia 2: O Retorno para o Mar", Ariel amadurece depois de se tornar mãe. Devido à ameaça de Morgana, ela torna-se superprotetora de Melody da mesma forma que ela foi tratada pelo Rei Tritão no primeiro filme.

### Aparência
Como uma sereia, Ariel é belíssima (ganhou um prêmio de mais bela heroína da Disney) e tem uma silhueta de ampulheta. Como uma adolescente, seus seios, ombros, quadril e cintura são de proporções perfeitas. Da cintura para baixo, ela tem uma cauda verde e veste um sutiã feito de conchas do mar roxas. Ela tem grandes e profundos olhos da cor azul e lábios vermelhos. Sua característica mais marcante é o seu longo cabelo vermelho.
Quando ela se torna um ser humano, a cauda de Ariel é transformada em duas pernas longas e finas com pés pequenos. De início, o único artigo de roupa que ela usava era o sutiã concha, mas usa uma uma corda para mantê-lo fechado com a ajuda de seu amigo, Linguado. No jantar, ela usa um vestido rosa e branco com uma fivela de prata em seu cabelo. Preparando-se para dormir, ela veste uma camisola rosa. Depois de ser levada pelo príncipe Eric, ela usa um vestido com mangas azul claro, um corpete preto e uma camisa azul. Ela também usa um grande laço azul em seu cabelo e sapatos pretos. Depois que ela se transformou em um ser humano mais uma vez, ela usa um vestido azul claro brilhante e durante seu casamento, ela veste um vestido de noiva com uma tiara de ouro.

## Aparições

### A Pequena Sereia
Como retratado no filme de 1989, Ariel é a caçula do Rei Tritão, e tem 16 anos de idade. Ariel tem um fascínio grande com o mundo dos humanos, mesmo sendo proibida por seu pai de ir até lá, que odeia seres humanos. O início do filme mostra Ariel resgatando itens humanos, e levando eles para identificação. Ariel mantém em uma gruta secreta como parte de sua coleção, desde livros a outros objetos regulares (como globos, canecas e caixas de joias), mas percebeu que colecionar objetos humanos não foi suficiente. Ela fica cada vez mais curiosa sobre o mundo acima do oceano e até deseja realmente viver entre os humanos. Durante uma tempestade, Ariel salva o príncipe Eric, cujo navio afunda. Ela canta com ele na praia, mas é forçada a sair quando os outros se aproximam. Ariel se apaixona, e torna-se determinada a realizar seu sonho de viver ao lado da humanidade.
Depois de uma discussão com Tritão sobre seu amor pelo mundo humano, o pai dela destrói todos os seus objetos humanos, incluindo a estátua do príncipe Eric que Linguado tinha dado para ela como um presente um pouco antes. Ariel vai para Úrsula, a bruxa do mar. Em troca da voz de Ariel, Úrsula faz ela humana. No entanto, se ela não fizer Eric se apaixonar por ela e lhe der um beijo, Ariel iria mudar de volta para uma sereia e se tornar prisioneira de Úrsula. (Embora Ariel desconheça, esta é simplesmente uma parte da trama sinistra de Úrsula para tomar o trono de Tritão) Embora ela seja incapaz de falar, e, portanto, incapaz de se identificar, Eric leva Ariel para o seu reino. Ariel e Eric começam a se apaixonar, mas são surpreendidos por Úrsula, transformada em uma humano e hipnotizando Eric com a voz de Ariel. O Eric hipnotizado planeja se casar com "Vanessa", que na verdade, é Úrsula disfarçada. Ariel é capaz de impedir o casamento, e recuperar sua voz. Mas antes de Eric e Ariel se beijarem, o terceiro dia acaba, fazendo com que Ariel se torna prisioneira de Úrsula. Tritão se oferece em substituição de Ariel, permitindo Úrsula para ganhar o controle sobre o mar. Ariel esta presa e é atacada por Úrsula, que usa o tridente na princesa, disparando raios de pura destruição. Ariel é salva por Eric. No final do filme, Ariel é feita humano permanente por Tritão, que compreendeu quanto Ariel ama Eric. Ariel fica em terra com Eric, e se casa com ele. Eles vivem felizes para sempre.

### A Pequena Sereia (série de TV)
A série que estreou em 1992, tem um tempo indeterminado cronologicamente antes do filme de 1989, e gira em torno de aventuras de Ariel como uma sereia vivendo debaixo do mar. A maioria das aventuras de Ariel envolvem criaturas do mar, se metendo em confusão, e, geralmente, saindo delas com êxito. Seus amigos Linguado e Sebastião também aparecem com destaque na série. Ela também é mostrada para ter um amigo chamado Urchin, um tritão órfão. A série também tem alguns contos de Hans Christian Andersen, que também aponta para o ano de nascimento de Ariel, e os possíveis eventos cronológicos da série, devido a ser uma influência direta na criação da história (foi publicada em 1837, e escrita em 1836, o que significava que Ariel nasceu entre 1810-1811, e o conto ocorreu em 1835-1836.)
Ariel continua fascinada com as coisas humanas na série e é mostrado coletando itens para sua gruta. Muitos episódios mostram Ariel trabalhando para despistar os inimigos que fariam mal a Atlântica. Príncipe Eric, às vezes é mostrado no show, mas Ariel nunca consegue ver ele, preservando o fato de que ela só conhece ele no filme de 1989.

### A Pequena Sereia 2: O Retorno para o Mar
Esta sequência de 2000 lançada diretamente em home vídeo, mostra Ariel dado à luz a uma filha chamada Melody. Quando vemos, primeiro, Ariel brincando com sua filha recém-nascida, muitos brinquedos de Linguado, Sebastião e outros peixes podem ser vistos na sala, mostrando que ela sente falta de seus antigos amigos e familiares. Quando a segurança de Melody é ameaçada por uma bruxa do mar chamada Morgana (irmã de Úrsula, que morreu no filme 1989), Ariel e seu marido Eric decidem que devem manter Melody a distância do mar e, para esse efeito, constroem um grande muro que separa o castelo dele. O amor de Melody pelo mar se mostra muito forte, no entanto, quando Melody cai nas garras de Morgana, Ariel é forçada a retomar temporariamente a sua forma de sereia, a fim de resgatá-la e salvar Melody do esquema de Morgana. Nesta época, Ariel retorna à sua gruta, como visto no primeiro filme, estudando os objetos, (que não foram destruídos pelo Rei Tritão no primeiro filme) e fica olhando para Melody. Esta sequela apresenta Ariel se tornando uma mãe superprotetora para a filha, efetivamente assumindo o papel de seu pai no filme de 1989.

### A Pequena Sereia: A História de Ariel
Esta "prequela" lançada diretamente em home vídeo, mostra características de Ariel como uma jovem sereia. Rei Tritão, proibiu a música de Atlântica porque lembra de sua falecida esposa . Também é mostrado que Ariel e suas irmãs foram criadas de forma muito rigorosa após a morte de sua mãe. Ela aprende sobre música depois de tropeçar em um clube de música proibida. Ariel promete ajudar a seu pai, mostrando como a música é realmente maravilhosa. Ao mesmo tempo, Ariel torna-se uma vítima de um complô de Marina Del Rey, governanta das meninas, que deseja tomar o lugar de Sebastião. No final, Ariel é bem sucedida em sua missão, e Tritão restaura a música em Atlântica.

### O Point do Mickey
Ariel aparece como uma convidada regular na série de televisão. Suas aparências irregulares entre a sua forma humana e sua forma de sereia, dependendo do que a situação exige. Na série, Ariel é mostrada repetidamente com Margarida, que parece ser um grande fã de Ariel e seus filmes. Em "Pluto vs. Figaro", ela tentou cantar no palco, embora o conjunto acabou caindo em cima dela. Outra vez, Bafo tentou inundar o clube com os clientes, já que ele poderia fechar o clube se não houvesse convidados. Embora ele tenha conseguido inundar o clube, ele foi impedido de fecha-lo, pois Ariel ainda estava presente.
Ariel também aparece no "Natal Mágico de Mickey". No filme, Ariel, junto com Eric e outros personagens são presos dentro do clube. Ariel é a primeira a ter fé em Mickey Mouse, pois acredita que ele vai ter um plano.

### Princesinha Sofia
Ariel aparece no especial Sofia the First: The Floating Palace (ainda sem título em português), que estreou em 24 de novembro de 2013. Ela é convocada para ajudar Sofia com seu trabalho de salvar sua amiga sereia e do navio de sua família em perigo e canta "The Love We Share" para incentivar Sofia a se alistar Cora para ajudá-la a salvar Oona. Ela é vista no final da especial, saltando para a água.

### Once Upon a Time
Ariel é uma personagem na terceira temporada de Once Upon a Time. A atriz que interpreta ela se chama Joanna García.
Em seu episódio de estreia, ela salva Branca de Neve, depois de um afogamento, quando Branca pula de um penhasco para evitar os guardas da Rainha Má. Ariel diz a Branca de Neve que uma vez por ano uma sereia pode andar na terra. Ela então diz a Branca de Neve, que ela salvou o príncipe Eric (interpretado por Gil McKinney) um ano antes e foi apaixonada por ele desde então. Branca de Neve sabe de amor à primeira vista e convence ela a ir ao baile do príncipe Eric. No baile, Príncipe Eric é imediatamente atraído para Ariel e ele pede a ela para dançar com ele. Enquanto eles dançam , ele diz a Ariel que ele estará deixando sua casa na manhã seguinte em uma aventura para ver o mundo e pede para Ariel ir com ele. Ariel transmite essas informações para a Branca de Neve que diz a Ariel para ser honesta com o príncipe no entanto Ariel está relutante quanto ela não quer ser rejeitada pelo príncipe, dizendo-lhe que ela é uma sereia.

### Kilala Princess
Na série de mangá Kilala Princess, Ariel tem um papel de destaque na aventura de Kilala para se tornar uma princesa. Ela é a segunda princesa Disney a ser vista no mangá. Inicialmente, Kilala procura um jovem príncipe chamado Rei, que se separou dela em uma tempestade. Depois de encontrar o príncipe e ajudar ele, ela torna-se curiosa com relação ao amor e espera encontrar o seu próprio amor verdadeiro algum dia. Ela começa então a cantar.
Depois de Rei ser capturado pela bruxa do mar Úrsula, Linguado vem informar Ariel. Em seu caminho para o covil da bruxa, Linguado acaba se machucando e desmaiando. Ariel então inspira Kilala a lutar usando sua voz para lembrá-la da força do amor. Após a bruxa ser derrotada, Ariel dá a Kilala uma joia aquamarine. Ariel é vista pela última vez entregando uma esmeralda para Kilala.

## Em outras mídias
Ariel é um membro oficial da linha Disney Princesas, uma franquia de destaque para as meninas. A franquia abrange uma ampla variedade de mercadorias, incluindo, mas revistas, álbuns de música, brinquedos, jogos de vídeo game, roupas e artigos de papelaria.
Ariel aparece na adaptação da Broadway do filme de 1989. O personagem de Ariel para a adaptação teatral foi originado interpretado por Sierra Boggess, com o papel também retratado mais tarde por atrizes como Chelsea Morgan Estoque e Michelle Lookadoo. Jodi Benson, o dublador original para Ariel, participou da noite de abertura do musical. Ela também é retratada por Marietta DePrima em um show de live-action chamado Little Island Mermaid.
Ariel faz aparições regulares nos Parques e Resorts da Walt Disney, e tem um local especial chamado Gruta da Ariel na maioria deles. Gruta da Ariel foi demolido no Magic Kingdom em virtude da Walt Disney World para a expansão Fantasyland. Ariel também pode ser vista de forma intermitente em Adventureland Veranda no Magic Kingdom do Walt Disney World. Ela tem um papel importante na PhilharMagic e estrela em seu próprio show ao vivo no Hollywood Studios da Disney e no Tokyo DisneySea do Mickey. Um passeio escuro baseado no filme foi projetado para Disneyland Paris, mas nunca foi construído. Uma versão re-projetada da atração, chamada Undersea Adventure Ariel, foi construído como parte da grande expansão para a Disney California Adventure Park. Além disso, essa atração pode ser encontrada no Magic Kingdom no Walt Disney World Resort. Lá você pode ser encontrado o passeio escuro, o castelo do Príncipe Eric e a Gruta da Ariel. Ela também tem seu próprio hotel na Disney Animation Resort e um espetáculo musical baseado no filme que é chamado de "Voyage of the Little Mermaid" e está localizado no Hollywood Studios da Disney.

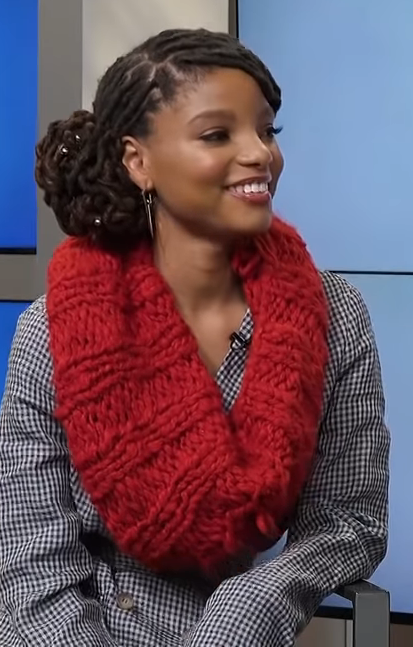
No remake live-action de A Pequena Sereia da Disney em 2023, Ariel foi interpretada por Halle Bailey.

Além de aparições em séries de televisão como O Point do Mickey da Disney, Ariel aparece em vários jogos de vídeo game com base nos filmes, incluindo a adaptação do jogo de vídeo game do primeiro filme e da popular série Kingdom Hearts. Nos primeiros Kingdom Hearts, a história de Ariel tem um enredo relacionado ao do filme. Ariel também faz uma aparição na sequência, Kingdom Hearts II, onde seu enredo segue vagamente o enredo do filme de 1989.

### Adaptação cinematográfica live-action
No remake live-action de A Pequena Sereia da Disney em 2023, Ariel foi interpretada por Halle Bailey. Em maio de 2016, o Deadline Hollywood informou que a Disney estava no início do desenvolvimento para uma adaptação live-action do filme. Em 2019, Halle Bailey foi escalada para o papel principal como Ariel. O filme foi lançado em 26 de maio de 2023.